# 贝尔格莱德 (佛罗里达州)
贝尔格莱德（英語：Belle Glade），是美国佛罗里达州下属的一座城市。建立于1928年。面积约 为12.1平方公里（约合4.7平方英里）。根据2010年美国人口普查，该市有人口17,467人。论人口在本州排行第 113。